# Európa kulturális fővárosa
Az Európa kulturális fővárosa címet az Európai Unió ítéli oda egy évre. Ezidő alatt az adott város lehetőséget kap kulturális életének és fejlődésének bemutatására. Számos európai város használta fel ezt a címet arra, hogy megújítsa kulturális életét és ismertté tegye magát Európa-szerte.

## Története
Az Európa kulturális fővárosa programot Melina Mercouri görög kulturális miniszter kezdeményezte 1983-ban. Javaslatára 
az Európai Unió Tanácsa eredetileg Európa kulturális városa néven 1985-ben indította útjára a programot, és a görög főváros, Athén kezdte a sort. Azóta a kezdeményezés egyre sikeresebbé vált.
1990-ben útjára indult az Európai Kulturális Hónap program is, ami hasonló a Kulturális Városhoz, de rövidebb ideig tart és kimondottan közép- és kelet-európai országok részére lett kitalálva.
1999-ben keresztelték át a programot az Európa kulturális fővárosa névre, így ezt a címet az írországi Cork városa viselhette először. 2000-ben kivételesen kilenc fővárost választottak. A 2005 és 2019 közötti időszakra új kiválasztási módszert vezettek be: ez alatt az idő alatt minden tagországnak lehetősége lesz arra, hogy egyik városa megkapja a címet. 2007-től kezdve évente két város osztozik a címen.
2006. március 11-én a törökországi Isztambult, a magyarországi Pécset és a németországi Essent választották Európa kulturális fővárosának 2010-re.
2023-ban Temesvár és Elefszína mellett Veszprém (a Balaton régióval) lett Európa kulturális fővárosa.
Jóllehet csak a tagállamok városai kaphatják meg a címet, a Tanács évente még egy nem EU-tag városnak is odaítélheti, amennyiben ezt a javaslatot a Tanácsban egyhangúlag támogatják.

## A kulturális fővárosok Európa térképén
Az aktuális kulturális főváros neve vastagon szerepel a térképen.

## Kulturális főváros 2010
A 2010-es kulturális fővárosok egyikét Magyarország városai közül választották ki. A 2004. december 31-ei határidőig tizenegy magyar város adott be pályázatot a címre (Budapest, Debrecen, Eger, Győr, Kaposvár, Kecskemét, Miskolc, Pécs, Sopron, Székesfehérvár, Veszprém), melyek közül a zsűri március 7-én kihirdetett döntésében egyhangú döntéssel továbbjuttatta Egert, Miskolcot és Pécset, egyszerű többséggel pedig Budapestet, Debrecent, Győrt és Sopront. Végül a magyar városok közül a címet Pécs nyerte el 2005. október 19-én. A második helyezett Miskolc, a harmadik Debrecen lett.
Pécs mellett még a németországi Essen és Isztambul volt 2010 hivatalos fővárosa.
Pécs négy fejlesztési kulcsprojekttel készült az eseményre:
- Kodály Központ (korábbi nevén Pécsi Konferencia- és Koncertközpont),
- Zsolnay Kulturális Negyed,
- Dél-dunántúli Regionális Könyvtár és Tudásközpont (Kaptár), valamint
- Közterek és parkok újjáélesztése.

## Európa kulturális városai / fővárosai

### Múlt
A hivatalos EU-honlap szerint
- 1985: Athén ( Görögország)
- 1986: Firenze ( Olaszország)
- 1987: Amszterdam ( Hollandia)
- 1988: Nyugat-Berlin ( NSZK)
- 1989: Párizs ( Franciaország)
- 1990: Glasgow ( Egyesült Királyság,  Skócia)
- 1991: Dublin ( Írország)
- 1992: Madrid ( Spanyolország)
- 1993: Antwerpen ( Belgium)
- 1994: Lisszabon ( Portugália)
- 1995: Luxembourg ( Luxemburg)
- 1996: Koppenhága ( Dánia)
- 1997: Szaloniki ( Görögország)
- 1998: Stockholm ( Svédország)
- 1999: Weimar ( Németország)
- 2000: Reykjavík ( Izland), Bergen ( Norvégia), Helsinki ( Finnország), Brüsszel ( Belgium), Prága ( Csehország), Krakkó ( Lengyelország), Santiago de Compostela ( Spanyolország), Avignon ( Franciaország), Bologna ( Olaszország)
- 2001: Rotterdam ( Hollandia), Porto ( Portugália)
- 2002: Brugge ( Belgium), Salamanca ( Spanyolország)
- 2003: Graz ( Ausztria)
- 2004: Genova ( Olaszország), Lille ( Franciaország)
- 2005: Cork ( Írország)
- 2006: Pátra ( Görögország)
- 2007: Luxembourg ( Luxemburg), Nagyszeben ( Románia)
- 2008: Liverpool ( Egyesült Királyság,  Anglia), Stavanger ( Norvégia)
- 2009: Linz ( Ausztria), Vilnius ( Litvánia)
- 2010: Essen ( Németország), Pécs ( Magyarország), Isztambul ( Törökország)
- 2011: Turku ( Finnország), Tallinn ( Észtország)
- 2012: Guimarães ( Portugália), Maribor ( Szlovénia)
- 2013: Marseille ( Franciaország), Kassa ( Szlovákia)
- 2014: Umeå ( Svédország), Riga ( Lettország)
- 2015: Mons ( Belgium), Plzeň ( Csehország)
- 2016: Donostia-San Sebastián ( Spanyolország), Wrocław ( Lengyelország)
- 2017: Aarhus ( Dánia), Páfosz ( Ciprus)
- 2018: Valletta ( Málta), Leeuwarden-Friesland ( Hollandia)
- 2019: Matera ( Olaszország), Plovdiv ( Bulgária)
- 2020-2021: Fiume ( Horvátország), Galway ( Írország)
- 2022: Kaunas ( Litvánia), Esch ( Luxemburg), Újvidék ( Szerbia)
- 2023: Veszprém ( Magyarország), Temesvár ( Románia), Elefszína ( Görögország)

- 2024: Tartu ( Észtország), Bad Ischl ( Ausztria[2]) , Bodø ( Norvégia)

### Jelen
- 2025: Nova Gorica ( Szlovénia), Gorizia ( Olaszország), Chemnitz ( Németország)

### Jövő
A hivatalos EU-honlap szerint
- 2026: Trencsén ( Szlovákia), Oulu ( Finnország)
- 2027: Liepāja ( Lettország), Évora ( Portugália)
- 2028: České Budějovice ( Csehország), Bourges ( Franciaország), Szkopje ( MKD)
- 2029:  Lengyelország,  Svédország
- 2030:  Ciprus,  Belgium
- 2031:  Málta,  Spanyolország
- 2032:  Bulgária,  Dánia
- 2033:  Hollandia,  Olaszország

### Magyar pályázatok 2010-re
- Pécs 2010[halott link]
- Miskolc 2010
- Eger 2010
- Budapest 2010
- Győr 2010